# Масонство в Северной Америке
В этой статье приведена хронология формирования «регулярных» масонских великих лож в Северной Америке, ведущих свою историю от изначальной Первой великой ложи Англии или её соперницы — Древней великой ложи Англии.

## Масонство до 1717 года
Масонство (или спекулятивное масонство) развилось из гильдий и ассоциаций действующих каменщиков в конце шестнадцатого и начале семнадцатого веков. К 1700 году многочисленные масонские ложи существовали по всей Англии, Шотландии и Ирландии. Каждая ложа считала себя независимой, и не было надзорного органа, который регламентировал и регулировал взаимоотношения в масонстве. Это привело к некоторой путанице, так как возникли ритуальные вариации и возникли споры относительно легитимности различных лож. В 1717 году члены четырёх лож в Лондоне решили сформировать то, что они называли «великой ложей», чтобы контролировать братство и предоставлять хартии новым ложам. Не все ложи, однако, приняли самопровозглашённую власть этой великой ложи и вскоре сформировали соперничающие великие ложи.

## Изначальные великие ложи, созданные ложами «незапамятных времён»
Следующие великие ложи были сформированы из ранее существовавших лож «незапамятных времён» (ложи, которые предшествовали концепции великих лож, чтобы контролировать и координировать ремесло, и таким образом были сохранены как существовавшие с «незапамятных времен»).
- Первая великая ложа Англии — основана 24 июня 1717 года — слилась с Древней великой ложей Англии или «Древними», чтобы сформировать Объединённую великую ложу Англии в 1813 году[1]
- Великая ложа Ирландии — основана 24 июня 1725 года[2]
- Великая ложа Шотландии — основана в 1736 году[3]
- Древняя великая ложа Англии — основана в 1751 году — слилась с Первой великой ложей Англии или «Современными», чтобы сформировать Объединённую великую ложу Англии в 1813 году[1]

## Великие ложи, основанные в колониальную эпоху
Масонство распространилось с Британских островов в колониальную эпоху. Все «изначальные» великие ложи начали выдавать чартеры отдельным ложам в Северной Америке, но две английские великие ложи («Древних» и «Современных») были самыми плодовитыми из них. Начиная с 1730 года Первая великая ложа Англии (Современных) начала выдавать ордеры для провинциальных великих лож в колониях. Первоначально эти ордера были выданы отдельным лицам, чтобы они действовали в качестве заместителей великого мастера в определенной области в течение фиксированных периодов времени, а возникшая путаница была связана с пересекающимися юрисдикциями в одной области.
- «Кокс» провинциальная великая ложа (Современные) — 1730—1732 — по ордеру, выданному Дениэлу Коксу ВЛА в течение двух лет — предоставлялась юрисдикция в отношении Нью-Йорка, Нью-Джерси и Пенсильвании[4].
- Провинциальная великая ложа Новой Англии (Современные) — основана в 1733 году — по ордеру выданному Генри Прайсу Великая ложа Массачусетса относится к образованию этой провинциальной великой ложи.
- Провинциальная великая ложа Южной Каролины — основана в 1736 году[5].
- Провинциальная великая ложа Нью-Йорка (Современные) — 1738—1780 — ордер выдан ВЛА (Современные)) Френсису Гоелету (1738—1753), Джорджу Харрисону (1753—1771), сэру Джону Джонсону (с 1771). Поскольку Джонсон был лоялистом во время Американской революции, он, как полагают, принял ордер, когда бежал в Канаду, таким образом, оставляя ложи современных без провинциального великого мастера[4].
- Провинциальная великая ложа Северной Америки (Шотландия) — основана в 1757 году — ордер выдан полковнику Джону Янгу[6].
- Провинциальная великая ложа Канады — основана в 1759 году (затем стала Провинциальной великой ложей Нижней Канады, а в 1792 году Провинциальной великой ложей Квебека).
- Провинциальная великая ложа Пенсильвании (Древние) — основана в 1761 году — ордер был выдан Уильяму Боллу[7].
- Провинциальная великая ложа Нью-Йорка («Чартер Атолла» — Древние) — 1781—1784 — хотя этот ордер ПВЛ был гарантирован «Древними», последний провинциальный великий мастер, канцлер Роберт Ливингстон (1746—1813) (Провинциальный великий мастер в 1784-87 годах), фактически был мастером ложи под юрисдикцией «Современных», объединив две ветви английского масонства в штате Нью-Йорк. Ливингстон продолжал работать в качестве первого великого мастера независимой Великой ложи Нью-Йорка[4].
- Провинциальная великая ложа Верхней Канады — основана в 1792 году[8].

## Независимые великие ложи
После Американской революции и присоединения Доминиона Канады различные провинциальные великие ложи в Северной Америке были закрыты, а ложи в каждом штате или провинции образовали независимые великие ложи. Это, в свою очередь, способствовало независимости лож на территориях на Западе и Севере. По мере появления каждого нового штата или провинции, ложи, которые были независимы в пределах своих границ, собирались вместе и образовывали новые великие ложи.
- Великая ложа Вирджинии — основана в 1778 году[9]
- Великая ложа Нью-Йорка — основана в 1782 году (объявила себя независимой великой ложей 6 июня 1787 года)[10]
- Великая ложа Пенсильвании — основана в 1786 году[11]
- Великая ложа Джорджии — основана 16 декабря 1786 года[12]
- Великая ложа Нью-Джерси — основана 18 декабря 1786 года[13][14]
- Великая ложа Мериленда — основана 9 декабря 1787 года[14][15]
- Великая ложа Северной Каролины — основана 9 декабря 1787 года[14][16]
- Великая ложа Южной Каролины — основана в 1788 году[17]
- Великая ложа Коннектикута — основана в 1789 года[18]
- Великая ложа Нью-Гемпшира — основана в 1789 году[19]
- Великая ложа Род Айланда — основана в 1791 году[14][20]
- Великая ложа Массачусетса — основана в 1792 году
- Великая ложа Вермонта — основана в 1794 году[21]
- Великая ложа Кентукки — основана в 1800 году[22]
- Великая ложа Делавэра — основана в 1806 году[23]
- Великая ложа Огайо — основана в 1808 году[24]
- Великая ложа округа Колумбия — основана в 1811 году[25]
- Великая ложа Луизианы — основана в 1812 году
- Великая ложа Теннесси — основана в 1813 году[26]
- Великая ложа Индианы — основана 13 января 1818 года
- Великая ложа Миссисипи — основана 27 июля 1818 года[27]
- Великая ложа Мэна — основана в 1820 году[28]
- Великая ложа Миссури — основана 21 апреля 1821 года[29]
- Великая ложа Алабамы — основана 11 июня 1821 года[30][31]
- Великая ложа Мичигана — основана в 1826 году
- Великая ложа Флориды — основана в 1830 году
- Великая ложа Техаса — основана в 1838 году[32]
- Великая ложа Иллинойса — основана в 1840 году[33]
- Великая ложа Висконсина — основана в 1843 году[34]
- Великая ложа Айовы — основана в 1844 году[35]
- Великая ложа Калифорнии — основана в 1850 году[36]
- Великая ложа Орегона — основана в 1851 году[14][37]
- Великая ложа Миннесоты — основана в 1853 году[38]
- Великая ложа Канады в провинции Онтарио — основана в 1855 году[8]
- Великая ложа Канзаса — основана в 1856 году[39]
- Великая ложа Небраски — основана в 1857 году[40][41]
- Великая ложа штата Вашингтон — основана в 1858 году[14][42]
- Великая ложа Колорадо — основана в 1861 году[14]
- Великая ложа Невады — основана 17 января 1865 года[43]
- Великая ложа Западной Вирджинии — основана 12 апреля 1865 года[14][44]
- Великая ложа Монтаны — основана 26 января 1866 года[14][45]
- Великая ложа Новой Шотландии — основана 20 февраля 1866 года[46]
- Великая ложа Айдахо — основана 17 декабря 1867 года[14][47]
- Великая ложа Колумбии и Юкона — основана 24 декабря 1867 года[48]
- Великая ложа Нью-Брансуика — основана в 1868 году[49]
- Великая ложа Квебека — основана в 1869 году
- Великая ложа Юты — основана в 1872 году[50]
- Великая ложа индейских территорий — основана 6 октября 1874 года (восстановлена в 1892 году как Великая ложа Оклахомы)[14]
- Великая ложа Вайоминга — основана 15 декабря 1874 года[51]
- Великая ложа Манитобы — основана 12 мая 1875 года
- Великая ложа острова Принца Эдуарда — основана 23 июня 1875 года[52]
- Великая ложа Нью-Мексико — основана в 1877 году[53]
- Великая ложа Аризоны — основана в 1882 году
- Великая ложа Северной Дакоты — основана в 1889 году[54]
- Великая ложа Оклахомы — основана 1892 году (на части территории Великой ложи индейских территорий)[14]
- Великая ложа Альберты — основана в 1905 году[55]
- Великая ложа Саскачевана — основана 9 августа 1906 года[56]
- Великая ложа Аляски — основана в 1981 году[57]
- Великая ложа Гавайских островов — основана в 1989 году[58]
- Великая ложа Ньюфаундленда и Лабрадора — основана в 1997 году[59]